# Sanç V Guillem de Gascunya
Sanç V Guillem de Gascunya (darreries del segle x - 4 d'octubre de 1032) fou duc de Gascunya i comte de Bordeus, des de la mort del seu germà Bernat Guillem el 1009 fins a 1032.

## Ascendència
Fill petit del duc Guillem I Sanç i d'Urraca de Navarra, no estava previst el seu accés al títol ducal però en morir el seu germà gran sense descendència el 25 de desembre de 1009, s'hagué de fer càrrec del ducat.

## Fets
Criat a la cort de Pamplona, a prop del seu oncle matern, el rei Sanç II Abarca, i el seu cosí Garcia Sanxes II, comptaria amb el suport del regne de Navarra i del seu nebot Sanç III el Major, en els posteriors enfrontaments que mantingué amb els comtes de Tolosa.
Reeixí a reunir els diferents comtats i vescomtats que s'havien anat creant, sobretot a Orient, i recuperar la sensació d'unitat de la Gascunya. Restablí el bisbat de Lescar i en va refer la catedral.
Reuní diverses vegades les seves corts a l'abadia de Sent Sever, fundada pels seus pares a les Landes, convertint-la en virtual capital del ducat.
El 1010 es produí la notícia de la troballa de les relíquies del cap de Sant Joan Baptista i el seu trasllat a Saint-Jean-d'Angély, a la Santonya. Això motivà un seguit de celebracions a les quals participà Sanç i on coincidí amb les personalitats més importants del moment, entre d'altres el rei Sanç III el Major de Navarra, el rei Robert II el Pietós de França i el duc Guillem V el Gran d'Aquitània, segurament el més poderós de tots ells.
Sanç mantingué bones relacions amb Guillem d'Aquitània, el qual es casà el 1016, en segones núpcies, amb la seva germana Brisca.

## Successió
En morir Sanç, el 4 d'octubre de 1032, sense descendència, el ducat va quedar en un primer moment en mans de Sanç III de Navarra, però immediatament fou reclamat per Eudes, fill de la seva germana Brisca i Guillem d'Aquitània. Així el ducat passà la casa d'Aquitània.